# Ethminolia nektonica
Ethminolia nektonica is een slakkensoort uit de familie van de Trochidae. De wetenschappelijke naam van de soort is voor het eerst geldig gepubliceerd in 1961 door Okutani.